# Tojásrakó emlősök
A tojásrakó emlősök (Prototheria) az emlősök osztályának (Mammalia) egyik alosztályát alkotják. Jelenkori, recens fajaik legfőbb jellegzetessége, hogy – az emlősök többségével ellentétben – nem eleven utódokat ellenek, hanem lágy héjú tojásokat raknak.

## Jelenkori képviselőik
A tojásrakó emlősök alosztályába – a jelenkori fajokat és csoportokat tekintve – egyetlen rend, a kloákások (Monotremata) rendje tartozik. Ebbe a rendbe sorolják a hangyászsünféléket és a kacsacsőrű emlőst.

## Fosszilis csoportok
Ha a tojásrakó emlősök alosztályába bevonjuk a fosszilis csoportokat is, a kloákások mellett ide sorolhatjuk még az ősi emlősök számos kihalt csoportját, így a Morganucodonta, a Tricodonta, a Docodonta, valamint a Multituberculata rendet is.

## Kialakulásuk
Úgy tűnik, a tojásrakó emlősök őseinek fejlődése mintegy 180 millió éve, a kora jura földtörténeti időszakban vált külön az emlősök többi, fennmaradt ágáétól. Feltételezik, hogy az emlősök ősei még a dinoszauruszok fénykorában két nagy csoportra szakadtak. Az egyik csoport, a déli emlősöké (Australospheridan) Gondwanaban fejlődött tovább, a másik, az északi emlősöké (Boreospheridan) pedig Laurázsiában. Fontos, hogy ne tévesszük ezt össze az emlősök későbbi, ugyancsak kontinensekre különüléseivel: a kréta időszakban szétvált erszényesek és méhlepényesek, majd a méhlepényesek között megkülönböztetett Laurasiatheria („laurázsiai emlősök”) és Afrotheria („afrikai emlősök”) ősei egyaránt az északi emlősök voltak; ezek áttelepülve meghódították szinte a teljes Gondwanát. E szerint az elmélet szerint a déli emlősök egyedüli túlélői a tojásrakó emlősök.

## Megjelenésük, testi felépítésük
Azért hívják őket kloákásoknak, mert végbelük, húgyvezetékük és nemzővezetékük egyetlen nyílásba, a kloákába torkollik – épp úgy, mint a kétéltűeknél és a hüllőknél. További hüllőszerű vonások, hogy nem eleven utódokat szülnek, hanem szívós héjú, fehér, mintegy 2 cm-es tojásokat raknak, amelyekben elegendő tápanyag van ahhoz, hogy a kicsinyek bent növekedhessenek, amíg készen nem állnak a kibújásra. A tojást ugyancsak hüllő- vagy madármódra, a csőrszerű szájszervük végén kinövő tojásfoggal törik fel.
Felépítésük a hüllőké és az emlősöké közötti, átmeneti jellegű.
- A hüllőkre hasonlító jegyek:
  - A válluk közelében a minden más emlősből hiányzó interclavicularis csont nő.
  - A belső fülükben lévő, a különböző fekvésű hangokat felfogó füljárat csaknem egyenes (a többi emlősnél csiga alakú).
- Az emlősökre hasonlító jegyek:
  - Állkapcsuk egyetlen csontból (dentarium) áll (a hüllők állkapcsában három csont van, az emlősöknél ezek közül kettő a középfülbe vándorolt, ahol a kalapács (malleus), az üllő (incus) és a kengyel (stapes) lett belőlük.
  - Tejet választanak ki, és azzal szoptatják kicsinyeiket (csecsbimbójuk azonban nincs, a tej az állat hasának pórusain szivárog ki).

Lábaik kissé jobban oldalt állnak, mint a többi emlősé, emiatt járnak imbolyogva a hangyászsünök. Ez a tulajdonságuk is a hüllők és az emlősök közötti, átmeneti jellegű.